# إيتشيرو سوزوكي (لاعب كرة قدم)
إيتشيرو سوزوكي (باليابانية: 鈴木 一朗) (1 أغسطس 1995 في إيواته في اليابان – )؛ هو لاعب كرة قدم ياباني سابق كان يلعب كمدافع.

## وصلات خارجية
- إيتشيرو سوزوكي على موقع رابطة كرة القدم اليابانية للمحترفين (اليابانية)
- إيتشيرو سوزوكي على موقع Soccerway.com (الإنجليزية)